# Bobby Holik
Robert Holik (Jihlava, 1º gennaio 1971) è un ex hockeista su ghiaccio cecoslovacco naturalizzato statunitense.

## Carriera
Ha militato per 18 stagioni complessive nella National Hockey League, dopo essere stato selezionato come decima scelta assoluta nel 1989 dagli Hartford Whalers; ha legato la sua carriera professionistica ai New Jersey Devils, con i quali ha vinto due Stanley Cup nel 1995 e nel 2000.
Cittadino statunitense dal 4 novembre 1996, si è ritirato il 23 maggio 2009 dopo esser tornato nella squadra del New Jersey per giocare la sua ultima stagione.